# Veinge socken
Veinge socken i Halland ingick i Höks härad och är sedan 1974 en del av Laholms kommun i Hallands län, från 2016 inom Veinge-Tjärby distrikt.
Socknens areal är 196,15 kvadratkilometer, varav 193,81 land. År 1995 fanns här 1 752 invånare. Tätorterna Genevad och Veinge samt kyrkbyn Veinge by med sockenkyrkan Veinge kyrka ligger i socknen. 

## Administrativ historik
Veinge socken har medeltida ursprung.
Vid kommunreformen 1862 övergick socknens ansvar för de kyrkliga frågorna till Veinge församling och för de borgerliga frågorna till Veinge landskommun.  Landskommunen utökades 1952 med Tjärby landskommun och uppgick 1974 Laholms kommun. Församlingen uppgick 1998 i Veinge-Tjärby församling.
1 januari 2016 inrättades distriktet Veinge-Tjärby distrikt, med samma omfattning som Veinge-Tjärby distrikt församling hade 1999/2000 och fick 1998, och vari detta sockenområde ingår.
Socknen har tillhört fögderier och domsagor enligt Höks härad. De indelta båtsmännen tillhörde Södra Hallands första båtsmanskompani.

## Geografi och natur
Veinge socken ligger nordost om Laholm kring Genevadsån. Socknen är i sydväst slättbygd och i nordost höglänt mossrik skogsbygd.
Det finns hela nio naturreservat i socknen. Blåalt, Bölarp, Göstorps skog, Hollandsbjär, Mästocka ljunghed, Storemosse och Söderskogen ingår alla i EU-nätverket Natura 2000 medan Vännet och Övragård är kommunala naturreservat.
En sätesgård var Öringe herrgård.
Förr fanns gästgiverier i Skogaby och Alhult.

## Fornlämningar
Från stenåldern finns cirka 40 boplatser och från bronsåldern cirka 30 gravrösen. Från järnåldern finns ett gravfält, några husgrunder och en domarring.

## Namnet
Namnet (1269 Withingi) kommer från kyrkbyn. Förleden är with, 'skog' (ved). Efterleden  är inge, 'inbyggare'.

## Befolkningsutveckling
| Befolkningsutvecklingen i Veinge socken 1780–1990                                                       | Befolkningsutvecklingen i Veinge socken 1780–1990 | Befolkningsutvecklingen i Veinge socken 1780–1990 | Befolkningsutvecklingen i Veinge socken 1780–1990 | Befolkningsutvecklingen i Veinge socken 1780–1990 |
| --- | ------------------------------------------------- | ------------------------------------------------- | ------------------------------------------------- | ------------------------------------------------- |
| |                                                   |                                                   |                                                   |                                                   |
| År |                                                   |                                                   | Folkmängd                                         |                                                   |
| 1780 | 1780                                              |                                                   | 1 332                                             |                                                   |
| 1790 | 1790                                              |                                                   | 1 281                                             |                                                   |
| 1800 | 1800                                              |                                                   | 1 382                                             |                                                   |
| 1810 | 1810                                              |                                                   | 1 431                                             |                                                   |
| 1820 | 1820                                              |                                                   | 1 520                                             |                                                   |
| 1830 | 1830                                              |                                                   | 1 661                                             |                                                   |
| 1840 | 1840                                              |                                                   | 1 858                                             |                                                   |
| 1850 | 1850                                              |                                                   | 2 182                                             |                                                   |
| 1860 | 1860                                              |                                                   | 2 555                                             |                                                   |
| 1870 | 1870                                              |                                                   | 2 975                                             |                                                   |
| 1880 | 1880                                              |                                                   | 3 142                                             |                                                   |
| 1890 | 1890                                              |                                                   | 3 178                                             |                                                   |
| 1900 | 1900                                              |                                                   | 3 039                                             |                                                   |
| 1910 | 1910                                              |                                                   | 2 934                                             |                                                   |
| 1920 | 1920                                              |                                                   | 2 844                                             |                                                   |
| 1930 | 1930                                              |                                                   | 2 794                                             |                                                   |
| 1940 | 1940                                              |                                                   | 2 497                                             |                                                   |
| 1950 | 1950                                              |                                                   | 2 443                                             |                                                   |
| 1960 | 1960                                              |                                                   | 2 189                                             |                                                   |
| 1970 | 1970                                              |                                                   | 1 922                                             |                                                   |
| 1980 | 1980                                              |                                                   | 1 815                                             |                                                   |
| 1990 | 1990                                              |                                                   | 1 783                                             |                                                   |
| Anm: Källor: Umeå universitet - Tabellverket 1749-1859, Demografiska databasen, CEDAR, Umeå universitet |                                                   |                                                   |                                                   |                                                   |